# Can Capes
Can Capes es un barrio situado en el Distrito Levante de la ciudad de Palma de Mallorca, en Baleares (España).
Está localizado entre las barriadas de Son Fortesa, Son Real y la Vía de cintura. Surgió a raíz del segundo plan del ensanche de la ciudad llevado a cabo por Gabriel Alomar Esteve en 1943 (Plan Alomar). La tipología arquitectónica estaba formada en principio por viviendas unifamiliares. Durante la década de 1960, estas viviendas fueron sustituidas por la construcción de fincas de pisos.

## Límites
Can Capes está delimitado por los siguientes barrios:
- Son Fortesa
- Son Gotleu
- Son Canals

## Calles
El barrio está formado por las siguientes calles:
- Camino de Son Gotleu
- Calle Málaga
- Calle Limón
- Calle Oriente
- Calle Cecilia Riera
- Calle Fontirroig